# Zbigniew Piątek

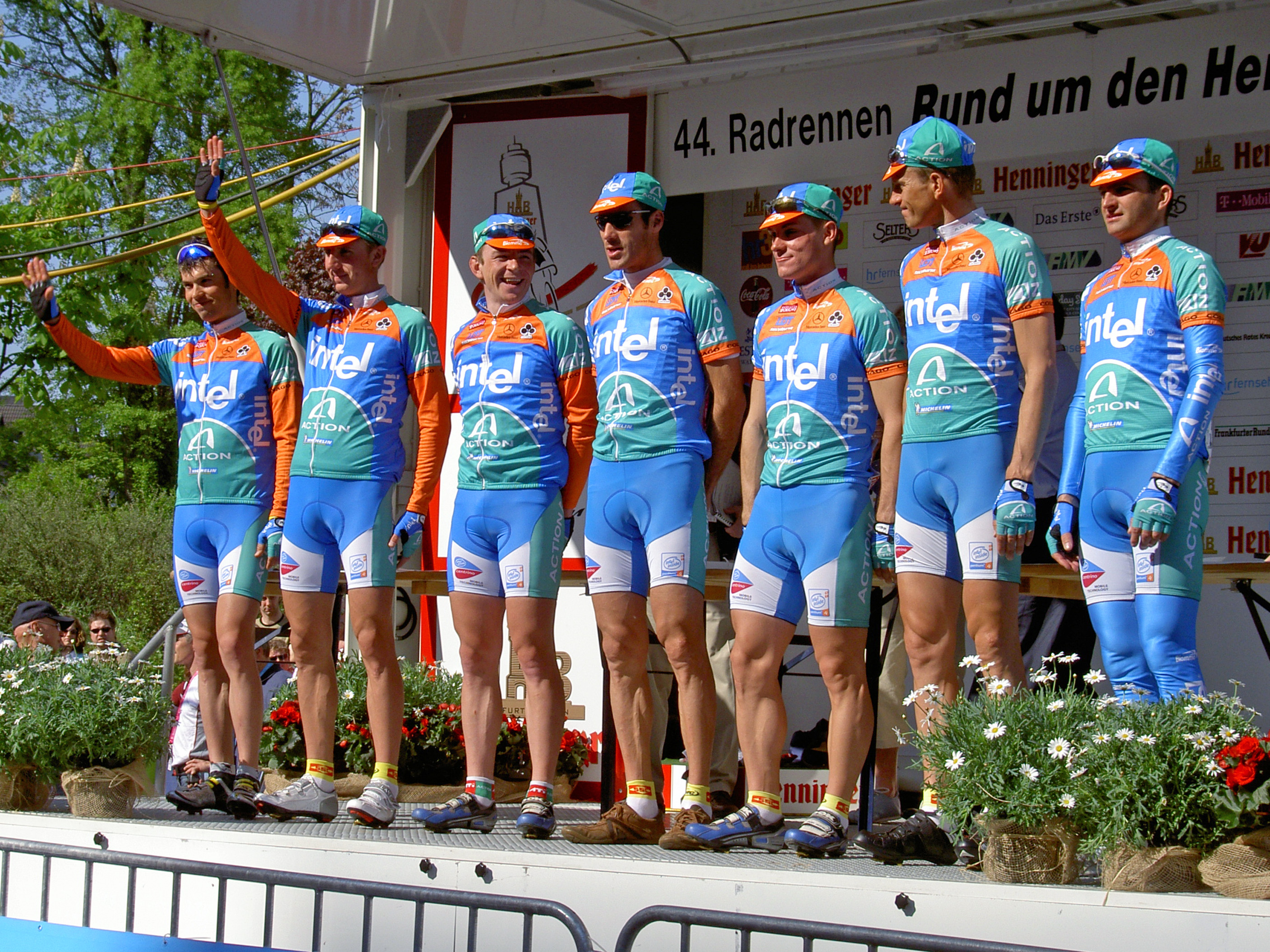
Zbigniew Piątek w grupie Intel-Action (2005)

Zbigniew Jacek Piątek (ur. 1 maja 1966 w Kielcach) – polski kolarz szosowy i samorządowiec. Wielokrotny reprezentant Polski, medalista mistrzostw Polski, zwycięzca Tour de Pologne (1987), dwukrotny olimpijczyk (1992 i 2000).

## Życiorys

### Kariera sportowa
Kluby
Jest wychowankiem Korony Kielce, w barwach której jeździł w latach 1981–1987 i 1990–1991, z przerwą na służbę wojskową w Legii Warszawa. Następnie był zawodnikiem szwajcarskiego Mavic Gitane (1992), belgijskiego Collstrop (1994–1995), polskich grup Pekaes Lang Rover (1996), Pekaes Irena Zepter (1997–1998), Mróz (1999 i 2001–2003), Mat-Ceresit CCC (2000), belgijskiego Chocolade Jacques-Wincor Nixdorf (2004) i polskiego Intel-Action (2005).
Wyścigi wieloetapowe
Jego największymi sukcesami w karierze sportowej były zwycięstwa w Tour de Pologne (1987), Wyścigu Dookoła Mazowsza (1988), Małopolskim Wyścigu Górskim (1989, 1998, 2001), Wyścigu Pasmem Gór Świętokrzyskich (2002), Wyścigu Szlakiem Grodów Piastowskich (2005). W Tour de Pologne wygrał również etap w 1991, a siedmiokrotnie zajmował miejsce w pierwszej dziesiątce (1990 – 5., 1993 – 5., 1994 – 10., 1996 – 10., 1999 – 10., 2001 – 7., 2003 – 8.).
Startował 11 razy w Wyścigu Pokoju (1988 – 29., 1989 – 22., 1990 – 16., 1991 – 16., 1996 – 26., 1998 – 34., 1999 – 14., 2000 – 17., 2001 – 5., 2002 – 5., 2003 – 9.).
Igrzyska olimpijskie i mistrzostwa świata
Na igrzyskach olimpijskich wystąpił dwukrotnie w wyścigu szosowym ze startu wspólnego (1992 – 55., 2000 – 48.). W mistrzostwach świata wystąpił 11 razy, w tym:
- 4 x w szosowym wyścigu amatorów ze startu wspólnego (1987 – nie ukończył, 1989 – 66., 1990 – nie ukończył, 1991 – 22.),
- 1 x w wyścigu drużynowym na 100 km (1990 – 10.)
- 7 x w szosowym wyścigu zawodowców ze startu wspólnego (1994 – nie ukończył, 1997 – 29., 1998 – 30., 1999 – 31., 2000 – 53., 2001 – 16., 2002 – 66.)

Mistrzostwa Polski
Na mistrzostwach Polski seniorów zdobył:
- 8 złotych medali: w wyścigu górskim (1991, 1993, 1997), w jeździe parami (1990, 1992 z Tomaszem Brożyną, 1997 z Arturem Krasińskim), w wyścigu drużynowym na 100 km (1989, 1992),
- 8 srebrnych: w wyścigu szosowym ze startu wspólnego (2000, 2001, 2003), w wyścigu górskim (1995, 1998), w jeździe parami (1993 z Tomaszem Brożyną, 1996 z Arturem Krasińskim), w wyścigu drużynowym na 100 km (1993),
- 2 brązowe medale: w wyścigu szosowym ze startu wspólnego (1992), w jeździe parami (1991 z Tomaszem Brożyną).

### Działalność zawodowa i polityczna
W 2005 został dyrektorem sportowym grupy Intel-Action oraz trenerem kolarskiej szosowej kadry młodzieżowej. W latach 2005–2008 był członkiem zarządu Polskiego Związku Kolarskiego. Ukończył studia w niepublicznej uczelni Wszechnica Świętokrzyska w Kielcach. W 2011 objął funkcję prezesa klubu kolarskiego MKS Cyclo-Korona w Kielcach. Prowadził w tym mieście także sklep rowerowy.
Był radnym miejskim w Kielcach (2006–2010) z listy Prawa i Sprawiedliwości. W 2011 z ramienia PiS bez powodzenia kandydował do Sejmu (odmówił objęcia mandatu w trakcie kadencji w miejsce Tomasza Kaczmarka). W listopadzie 2013 wystartował w przedterminowych wyborach na urząd wójta gminy Piekoszów, które wygrał ostatecznie w drugiej turze głosowania. W 2014 i 2018 z powodzeniem ubiegał się o reelekcję na to stanowisko. W związku z otrzymaniem przez Piekoszów praw miejskich 1 stycznia 2023 Zbigniew Piątek został burmistrzem tej miejscowości. W wyborach w tym samym roku ponownie był kandydatem PiS do Sejmu. W wyborach w 2024 bez powodzenia kandydował na burmistrza, przegrywając w drugiej turze głosowania.

## Odznaczenia
- Złoty Krzyż Zasługi (2025)[11]
- Srebrny Krzyż Zasługi (2018)[12]

## Życie prywatne
Brat trenera kolarzy górskich Andrzeja Piątka. Jest żonaty, ma dwoje dzieci.